# 瓦尔河 (萨哈林州)
瓦尔河（俄语：Река Вал），清时称萨伊河，是萨哈林州諾格利基區的河流，由西向东流，流经北萨哈林低地，长112公里，流域面积1440平方公里，在瓦尔村注入柴沃湾。

## 引用
1. ↑  谭其骧. . 中国地图出版社. 1982-1987.
2. ↑  М·Г·瓦西科夫斯基. . 列宁格勒: 气象出版社. 1973 （俄语）.
3. ↑  . 国家水登记系统.   [2023-10-12]. （原始内容存档于2014-03-30）.